# 刘玉琴
刘玉琴（1951年8月15日—），北京人，中华人民共和国外交官，曾任中华人民共和国驻古巴共和国特命全权大使。

## 生平
刘玉琴1968年在内蒙古锡林郭勒盟下放插队。1973年被选拔入北京外国语学院西班牙语专业学习。1976年毕业后任职于中华人民共和国外交部。曾先后担任驻厄瓜多尔使馆随员、拉美司副处长、驻古巴使馆参赞。2004年，接替曾钢，担任中华人民共和国驻厄瓜多尔大使。1999年奉调回国担任拉美司副司长，2007年3月出任驻智利大使。2010年2月任驻古巴大使 。曾任中国政府拉美事务特别代表。